# 서몬 마스터즈 - 블루 드래곤
서몬 마스터즈 - 블루 드래곤(Blue Dragon, ブルードラゴン)은 동명의 비디오 게임을 원작으로 스튜디오 피에로가 제작한 일본의 TV 애니메이션이다. 2007년 4월부터 2009년 3월까지 TV 도쿄에서 방영되었다.

## 개요
엑스박스 360으로 발매된 비디오 게임 1편과 설정이 같지만, 세부적으로는 주요 캐릭터의 성격, 연령, 능력 등이 조금씩 다르다.